# 이반 초비치
이반 초비치(크로아티아어: Ivan Čović, 1990년 9월 17일 ~ )는 현재 NK 슬라벤 벨루포에서 활동하고있는 크로아티아의 축구 골키퍼이다.

## 클럽 경력

### 인테르 자프레시치
2009년 7월 1일, 초비치는 인테르 자프레시치와 계약을 맺으며 그의 첫 번째 프로 생활을 시작했다.

### 흐르바스키 드라고볼리약
2010년 7월 2일, 초비치는 흐르바츠키 드라고볼랴크와 계약을 했고 그 당시에는 자유계약선수였다. 그는 2010년부터 2014년까지 101번의 경기를 출장했다.

### 인테르 자프레시치로 돌아가다
2014년 9월 1일, 초비치는 이전 구단이었던 인테르 자프레시치로 다시 되돌아갔다.

### 아폴론 스미르니
2017년 6월, 초비치는 아폴론 스미르니와 계약하고 자신이 다니던 클럽을 크로아티아에서 그리스로 바꾸었다.